# Lijst van steden in Duitsland

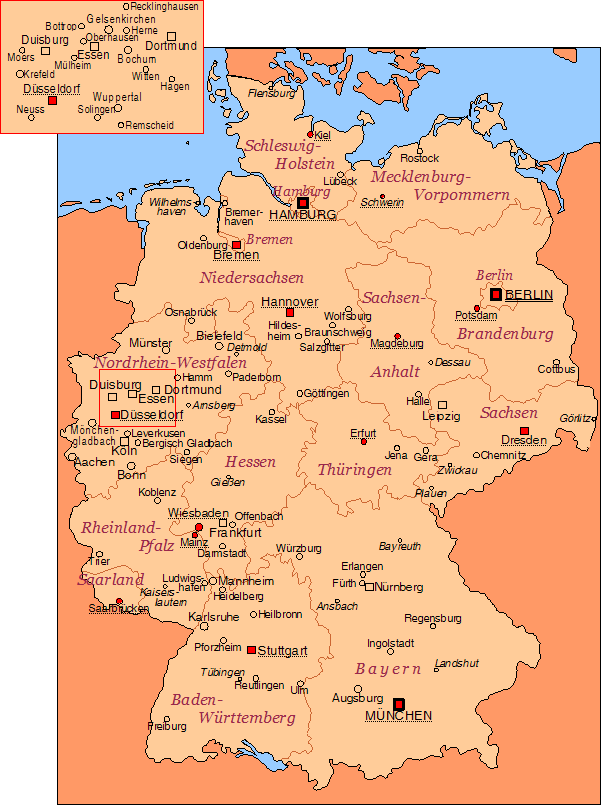
Steden in Duitsland

Dit is een complete alfabetische lijst van steden in Duitsland. Het gaat hier enkel over plaatsen die stadsrechten hebben.

## A
| | | |
| Aach (Baden-Württemberg) Aalen (Baden-Württemberg) Abenberg (Beieren) Abensberg (Beieren) Achern (Baden-Württemberg) Achim (Nedersaksen) Adelsheim (Baden-Württemberg) Adenau (Rijnland-Palts) Adorf/Vogtl. (Saksen) Ahaus (Noordrijn-Westfalen) Ahlen (Noordrijn-Westfalen) Ahrensburg (Sleeswijk-Holstein) Aichach (Beieren) Aichtal (Baden-Württemberg) Aken (Noordrijn-Westfalen) Aken (Elbe) (Saksen-Anhalt) Albstadt (Baden-Württemberg) Alfeld (Leine) (Nedersaksen) Allendorf (Lumda) (Hessen) Allstedt (Saksen-Anhalt) Alpirsbach (Baden-Württemberg) Alsfeld (Hessen) Alsdorf (Noordrijn-Westfalen) | Alsleben (Saale) (Saksen-Anhalt) Altdorf b.Nürnberg (Beieren) Altena (Noordrijn-Westfalen) Altenau (Nedersaksen) Altenberg (Saksen) Altenburg (Thüringen) Altenkirchen (Westerwald) (Rijnland-Palts) Altensteig (Baden-Württemberg) Altentreptow (Mecklenburg-Voor-Pommeren) Altlandsberg (Brandenburg) Altötting (Beieren) Alzenau (Beieren) Alzey (Rijnland-Palts) Amberg (Beieren) Amöneburg (Hessen) Amorbach (Beieren) Andernach (Rijnland-Palts) Angermünde (Brandenburg) Anklam (Mecklenburg-Voor-Pommeren) Annaberg-Buchholz (Saksen) Annaburg (Saksen-Anhalt) Annweiler am Trifels (Rijnland-Palts) Ansbach (Beieren) | Apolda (Thüringen) Arendsee (Altmark) (Saksen-Anhalt) Arneburg (Saksen-Anhalt) Arnis (Sleeswijk-Holstein) Arnsberg (Noordrijn-Westfalen) Arnstadt (Thüringen) Arnstein (Beieren) Artern (Thüringen) Arzberg (Beieren) Aschaffenburg (Beieren) Aschersleben (Saksen-Anhalt) Asperg (Baden-Württemberg) Aßlar (Hessen) Attendorn (Noordrijn-Westfalen) Aub (Beieren) Aue (Saksen) Auerbach in der Oberpfalz (Beieren) Auerbach (Saksen) Augsburg (Beieren) Augustusburg (Saksen) Aulendorf (Baden-Württemberg) Auma (Thüringen) Aurich (Nedersaksen) |

## B
| | | |
| Babenhausen (Hessen) Bacharach (Rijnland-Palts) Backnang (Baden-Württemberg) Bad Aibling (Beieren) Bad Arolsen (Hessen) Bad Belzig (Brandenburg) Bad Bentheim (Nedersaksen) Bad Bergzabern (Rijnland-Palts) Bad Berka (Thüringen) Bad Berleburg (Noordrijn-Westfalen) Bad Berneck im Fichtelgebirge (Beieren) Bad Bevensen (Nedersaksen) Bad Bibra (Saksen-Anhalt) Bad Blankenburg (Thüringen) Bad Bramstedt (Sleeswijk-Holstein) Bad Breisig (Rijnland-Palts) Bad Brückenau (Beieren) Bad Buchau (Baden-Württemberg) Bad Camberg (Hessen) Bad Colberg-Heldburg (Thüringen) Bad Doberan (Mecklenburg-Voor-Pommeren) Bad Driburg (Noordrijn-Westfalen) Bad Düben (Saksen) Bad Dürkheim (Rijnland-Palts) Bad Dürrenberg (Saksen-Anhalt) Bad Dürrheim (Baden-Württemberg) Bad Elster (Saksen) Bad Ems (Rijnland-Palts) Baden-Baden (Baden-Württemberg) Bad Fallingbostel (Nedersaksen) Bad Frankenhausen/Kyffhäuser (Thüringen) Bad Freienwalde (Oder) (Brandenburg) Bad Friedrichshall (Baden-Württemberg) Bad Gandersheim (Nedersaksen) Bad Gottleuba-Berggießhübel (Saksen) Bad Griesbach im Rottal (Beieren) Bad Grund (Harz) (Nedersaksen) Bad Harzburg (Nedersaksen) Bad Herrenalb (Baden-Württemberg) Bad Hersfeld (Hessen) Bad Homburg vor der Höhe (Hessen) Bad Honnef (Noordrijn-Westfalen) Bad Hönningen (Rijnland-Palts) Bad Iburg (Nedersaksen) Bad Karlshafen (Hessen) Bad Kissingen (Beieren) Bad König (Hessen) Bad Königshofen im Grabfeld (Beieren) Bad Kösen (Saksen-Anhalt) Bad Köstritz (Thüringen) Bad Kötzting (Beieren) Bad Kreuznach (Rijnland-Palts) Bad Laasphe (Noordrijn-Westfalen) Bad Langensalza (Thüringen) Bad Lauchstädt (Saksen-Anhalt) Bad Lausick (Saksen) Bad Lauterberg im Harz (Nedersaksen) Bad Liebenstein (Thüringen) Bad Liebenwerda (Brandenburg) Bad Liebenzell (Baden-Württemberg) Bad Lippspringe (Noordrijn-Westfalen) Bad Lobenstein (Thüringen) Bad Marienberg (Rijnland-Palts) Bad Mergentheim (Baden-Württemberg) Bad Münder am Deister (Nedersaksen) Bad Münster am Stein-Ebernburg (Rijnland-Palts) Bad Münstereifel (Noordrijn-Westfalen) Bad Muskau (Saksen) Bad Nauheim (Hessen) Bad Nenndorf (Nedersaksen) Bad Neuenahr-Ahrweiler (Rijnland-Palts) Bad Neustadt an der Saale (Beieren) Bad Oeynhausen (Noordrijn-Westfalen) Bad Oldesloe (Sleeswijk-Holstein) Bad Orb (Hessen) Bad Pyrmont (Nedersaksen) Bad Rappenau (Baden-Württemberg) Bad Reichenhall (Beieren) Bad Rodach (Beieren) Bad Sachsa (Nedersaksen) Bad Säckingen (Baden-Württemberg) Bad Salzdetfurth (Nedersaksen) Bad Salzuflen (Noordrijn-Westfalen) Bad Salzungen (Thüringen) Bad Saulgau (Baden-Württemberg) Bad Schandau (Saksen) Bad Schmiedeberg (Saksen-Anhalt) Bad Schussenried (Baden-Württemberg) Bad Schwalbach (Hessen) | Bad Schwartau (Sleeswijk-Holstein) Bad Segeberg (Sleeswijk-Holstein) Bad Sobernheim (Rijnland-Palts) Bad Soden am Taunus (Hessen) Bad Soden-Salmünster (Hessen) Bad Sooden-Allendorf (Hessen) Bad Staffelstein (Beieren) Bad Sulza (Thüringen) Bad Sülze (Mecklenburg-Voor-Pommeren) Bad Teinach-Zavelstein (Baden-Württemberg) Bad Tennstedt (Thüringen) Bad Tölz (Beieren) Bad Urach (Baden-Württemberg) Bad Vilbel (Hessen) Bad Waldsee (Baden-Württemberg Bad Wildbad (Baden-Württemberg) Bad Wildungen (Hessen) Bad Wilsnack (Brandenburg) Bad Wimpfen (Baden-Württemberg) Bad Windsheim (Beieren) Bad Wörishofen (Beieren) Bad Wünnenberg (Noordrijn-Westfalen) Bad Wurzach (Baden-Württemberg) Baesweiler (Noordrijn-Westfalen) Baiersdorf (Beieren) Balingen (Baden-Württemberg) Ballenstedt (Saksen-Anhalt) Balve (Noordrijn-Westfalen) Bamberg (Beieren) Barby (Duitsland) (Saksen-Anhalt) Bargteheide (Sleeswijk-Holstein) Barmstedt (Sleeswijk-Holstein) Bärnau (Beieren) Barntrup (Noordrijn-Westfalen) Barsinghausen (Nedersaksen) Barth (Mecklenburg-Voor-Pommeren) Baruth/Mark (Brandenburg) Bassum (Nedersaksen) Battenberg (Eder) (Hessen) Baumholder (Rijnland-Palts) Baunach (Beieren) Baunatal (Hessen) Bautzen (Saksen) Bayreuth (Beieren) Bebra (Hessen) Beckum (Noordrijn-Westfalen) Bedburg (Noordrijn-Westfalen) Beelitz (Brandenburg) Beerfelden (Hessen) Beeskow (Brandenburg) Beilngries (Beieren) Beilstein (Baden-Württemberg) Belgern (Saksen) Bendorf (Rijnland-Palts) Benneckenstein (Saksen-Anhalt) Bensheim (Hessen) Berching (Beieren) Berga/Elster (Thüringen) Bergen (Nedersaksen) Bergen auf Rügen (Mecklenburg-Voor-Pommeren) Bergheim (Noordrijn-Westfalen) Bergisch Gladbach (Noordrijn-Westfalen) Bergkamen (Noordrijn-Westfalen) Bergneustadt (Noordrijn-Westfalen) Berka/Werra (Thüringen) Berlijn (Berlijn) Bernau bei Berlin (Brandenburg) Bernburg (Saale) (Saksen-Anhalt) Bernkastel-Kues (Rijnland-Palts) Bernsdorf (Saksen) Bernstadt auf dem Eigen (Saksen) Bersenbrück (Nedersaksen) Besigheim (Baden-Württemberg) Betzdorf (Rijnland-Palts) Betzenstein (Beieren) Beverungen (Noordrijn-Westfalen) Bexbach (Saarland) Biberach an der Riß (Baden-Württemberg) Biedenkopf (Hessen) Bielefeld (Noordrijn-Westfalen) Biesenthal (Brandenburg) Bietigheim-Bissingen (Baden-Württemberg) Billerbeck (Noordrijn-Westfalen) Bingen am Rhein (Rijnland-Palts) Birkenfeld (Rijnland-Palts) Bischofsheim an der Rhön (Beieren) Bischofswerda (Saksen) Bismark (Altmark) (Saksen-Anhalt) Bitburg (Rijnland-Palts) | Blaubeuren (Baden-Württemberg) Bleckede (Nedersaksen) Bleicherode (Thüringen) Blieskastel (Saarland) Blomberg (Noordrijn-Westfalen) Blumberg (Baden-Württemberg) Bobingen (Beieren) Böblingen (Baden-Württemberg) Bocholt (Noordrijn-Westfalen) Bochum (Noordrijn-Westfalen) Bockenem (Nedersaksen) Bodenwerder (Nedersaksen) Bogen (Beieren) Böhlen (Saksen) Boizenburg/Elbe (Mecklenburg-Voor-Pommeren) Bonn (Noordrijn-Westfalen) Bonndorf im Schwarzwald (Baden-Württemberg) Bönnigheim (Baden-Württemberg) Bopfingen (Baden-Württemberg) Boppard (Rijnland-Palts) Borgentreich (Noordrijn-Westfalen) Borgholzhausen (Noordrijn-Westfalen) Borken (Noordrijn-Westfalen) Borken (Hessen) (Hessen) Borkum (Nedersaksen) Borna (Saksen) Bornheim (Noordrijn-Westfalen) Bottrop (Noordrijn-Westfalen) Boxberg (Baden-Württemberg) Brackenheim (Baden-Württemberg) Brake (Unterweser) (Nedersaksen) Brakel (Noordrijn-Westfalen) Bramsche (Nedersaksen) Brandenburg an der Havel (Brandenburg) Brand-Erbisdorf (Saksen) Brandis (Saksen) Braubach (Rijnland-Palts) Braunfels (Hessen) Braunlage (Nedersaksen) Bräunlingen (Baden-Württemberg) Braunsbedra (Saksen-Anhalt) Braunschweig (Nedersaksen) Breckerfeld (Noordrijn-Westfalen) Bredstedt (Sleeswijk-Holstein) Brehna (Saksen-Anhalt) Breisach am Rhein (Baden-Württemberg) Bremen (Vrije Hanzestad Bremen) Bremerhaven (Land Bremen) Bremervörde (Nedersaksen) Bretten (Baden-Württemberg) Breuberg (Hessen) Brilon (Noordrijn-Westfalen) Brotterode (Thüringen) Bruchköbel (Hessen) Bruchsal (Baden-Württemberg) Brück (Brandenburg) Brüel (Mecklenburg-Voor-Pommeren) Brühl (Rijnland) (Noordrijn-Westfalen) Brunsbüttel (Sleeswijk-Holstein) Brüssow (Brandenburg) Buchen (Baden-Württemberg) Buchholz in der Nordheide (Nedersaksen) Buchloe (Beieren) Bückeburg (Nedersaksen) Buckow (Märkische Schweiz) (Brandenburg) Büdelsdorf (Sleeswijk-Holstein) Büdingen (Hessen) Bühl (Baden-Württemberg) Bünde (Noordrijn-Westfalen) Büren (Noordrijn-Westfalen) Burg (Saksen-Anhalt) Burgau (Beieren) Burgbernheim (Beieren) Burgdorf (Nedersaksen) Bürgel (Thüringen) Burghausen (Beieren) Burgkunstadt (Beieren) Burglengenfeld (Beieren) Burgstädt (Saksen) Burg Stargard (Mecklenburg-Voor-Pommeren) Burgwedel (Nedersaksen) Burladingen (Baden-Württemberg) Burscheid (Noordrijn-Westfalen) Bürstadt (Hessen) Buttelstedt (Thüringen) Buttstädt (Thüringen) Butzbach (Hessen) Bützow (Mecklenburg-Voor-Pommeren) Buxtehude (Nedersaksen) |

## C
| | | |
| Calau (Brandenburg) Calbe (Saale) (Saksen-Anhalt) Calw (Baden-Württemberg) Camburg (Thüringen) Castrop-Rauxel (Noordrijn-Westfalen) Celle (Nedersaksen) Cham (Beieren) Chemnitz (Saksen) Clausthal-Zellerfeld, Bergstadt (Nedersaksen) | Clingen (Thüringen) Cloppenburg (Nedersaksen) Coburg (Beieren) Cochem (Rijnland-Palts) Coesfeld (Noordrijn-Westfalen) Colditz (Saksen) Coswig (Saksen) Coswig (Anhalt) (Saksen-Anhalt) | Cottbus (Brandenburg) Crailsheim (Baden-Württemberg) Creglingen (Baden-Württemberg) Creußen (Beieren) Creuzburg (Thüringen) Crimmitschau (Saksen) Crivitz (Mecklenburg-Voor-Pommeren) Cuxhaven (Nedersaksen) |

## D
| | | |
| Dachau (Beieren) Dahlen (Saksen) Dame (Brandenburg) Dahn (Rijnland-Palts) Damme (Nedersaksen) Dannenberg (Elbe) (Nedersaksen) Dargun (Mecklenburg-Voor-Pommeren) Darmstadt (Hessen) Dassel (Nedersaksen) Dassow (Mecklenburg-Voor-Pommeren) Datteln (Noordrijn-Westfalen) Daun (Rijnland-Palts) Deggendorf (Beieren) Deidesheim (Rijnland-Palts) Delbrück (Noordrijn-Westfalen) Delitzsch (Saksen) Delmenhorst (Nedersaksen) Demmin (Mecklenburg-Voor-Pommeren) Derenburg (Saksen-Anhalt) Dessau (Saksen-Anhalt) Detmold (Noordrijn-Westfalen) Dettelbach (Beieren) Dieburg (Hessen) | Diemelstadt (Hessen) Diepholz (Nedersaksen) Dierdorf (Rijnland-Palts) Dietenheim (Baden-Württemberg) Dietfurt an der Altmühl (Beieren) Dietzenbach (Hessen) Diez (Rijnland-Palts) Dillenburg (Hessen) Dillingen an der Donau (Beieren) Dillingen/Saar (Saarland) Dingelstädt (Thüringen) Dingolfing (Beieren) Dinkelsbühl (Beieren) Dinklage (Nedersaksen) Dinslaken (Noordrijn-Westfalen) Dippoldiswalde (Saksen) Dissen am Teutoburger Wald (Nedersaksen) Ditzingen (Baden-Württemberg) Döbeln (Saksen) Doberlug-Kirchhain (Brandenburg) Döbern (Brandenburg) Dohna (Saksen) Dömitz (Mecklenburg-Voor-Pommeren) | Dommitzsch (Saksen) Donaueschingen (Baden-Württemberg) Donauwörth (Beieren) Donzdorf (Baden-Württemberg) Dorfen (Beieren) Dormagen (Noordrijn-Westfalen) Dornburg/Saale (Thüringen) Dornhan (Baden-Württemberg) Dornstetten (Baden-Württemberg) Dorsten (Noordrijn-Westfalen) Dortmund (Noordrijn-Westfalen) Dransfeld (Nedersaksen) Drebkau (Brandenburg) Dreieich (Hessen) Drensteinfurt (Noordrijn-Westfalen) Dresden (hoofdstad van Saksen) Drolshagen (Noordrijn-Westfalen) Duderstadt (Nedersaksen) Duisburg (Noordrijn-Westfalen) Dülmen (Noordrijn-Westfalen) Düren (Noordrijn-Westfalen) Düsseldorf (hoofdstad van Noordrijn-Westfalen) |

## E
| | | |
| Ebeleben (Thüringen) Eberbach (Baden-Württemberg) Ebermannstadt (Beieren) Ebern (Beieren) Ebersbach an der Fils (Baden-Württemberg) Ebersbach (Saksen) Ebersberg (Beieren) Eberswalde (Brandenburg) Eckartsberga (Saksen-Anhalt) Eckernförde (Sleeswijk-Holstein) Edenkoben (Rijnland-Palts) Egeln (Saksen-Anhalt) Eggenfelden (Beieren) Eggesin (Mecklenburg-Voor-Pommeren) Ehingen (Donau) (Baden-Württemberg) Ehrenfriedersdorf (Saksen) Eibelstadt (Beieren) Eibenstock (Saksen) Eichstätt (Beieren) Eilenburg (Saksen) Einbeck (Nedersaksen) Eisenach (Thüringen) Eisenberg (Thüringen) Eisenberg (Rijnland-Palts) Eisenhüttenstadt (Brandenburg) Eisfeld (Thüringen) Eisleben, Lutherstadt (Saksen-Anhalt) | Eislingen/Fils (Baden-Württemberg) Elbingerode (Harz) (Saksen-Anhalt) Ellingen (Beieren) Ellrich (Thüringen) Ellwangen (Baden-Württemberg) Elmshorn (Sleeswijk-Holstein) Elsfleth (Nedersaksen) Elsterberg (Saksen) Elsterwerda (Brandenburg) Elstra (Saksen) Elterlein (Saksen) Eltmann (Beieren) Eltville am Rhein (Hessen) Elzach (Baden-Württemberg) Elze (Nedersaksen) Emden (Nedersaksen) Emmendingen (Baden-Württemberg) Emmerik (Noordrijn-Westfalen) Emsdetten (Noordrijn-Westfalen) Endingen am Kaiserstuhl (Baden-Württemberg) Engen (Baden-Württemberg) Enger (Noordrijn-Westfalen) Ennepetal (Noordrijn-Westfalen) Ennigerloh (Noordrijn-Westfalen) Eppelheim (Baden-Württemberg) Eppingen (Baden-Württemberg) | Eppstein (Hessen) Erbach (Baden-Württemberg) Erbach (Odenwald) (Hessen) Erbendorf (Beieren) Erding (Beieren) Erftstadt (Noordrijn-Westfalen) Erfurt (hoofdstad van Thüringen) Erkelenz (Noordrijn-Westfalen) Erkner (Brandenburg) Erkrath (Noordrijn-Westfalen) Erlangen (Beieren) Erlenbach am Main (Beieren) Erwitte (Noordrijn-Westfalen) Eschborn (Hessen) Eschenbach in der Oberpfalz (Beieren) Eschershausen (Nedersaksen) Eschwege (Hessen) Eschweiler (Noordrijn-Westfalen) Esens (Nedersaksen) Espelkamp (Noordrijn-Westfalen) Essen (Noordrijn-Westfalen) Esslingen am Neckar (Baden-Württemberg) Ettenheim (Baden-Württemberg) Ettlingen (Baden-Württemberg) Euskirchen (Noordrijn-Westfalen) Eutin (Sleeswijk-Holstein) |

## F
| | | |
| Falkenberg (Brandenburg) Falkensee (Brandenburg) Falkenstein/Harz (Saksen-Anhalt) Falkenstein (Saksen) Fehmarn (Sleeswijk-Holstein) Fellbach (Baden-Württemberg) Felsberg (Hessen)) Feuchtwangen (Beieren) Filderstadt (Baden-Württemberg) Finsterwalde (Brandenburg) Fladungen (Beieren) Flensburg (Sleeswijk-Holstein) Flöha (Saksen) Flörsheim am Main (Hessen) Forchheim (Beieren) Forchtenberg (Baden-Württemberg) Forst (Lausitz) (Brandenburg) Frankenau (Hessen) Frankenberg (Hessen) Frankenberg (Saksen) Frankenthal (Rijnland-Palts) Frankfurt am Main (Hessen) | Frankfurt (Brandenburg) Franzburg (Mecklenburg-Voor-Pommeren) Frauenstein (Saksen) Frechen (Noordrijn-Westfalen) Freiberg am Neckar (Baden-Württemberg) Freiberg (Saksen) Freiburg im Breisgau (Baden-Württemberg) Freilassing (Beieren) Freinsheim (Rijnland-Palts) Freising (Beieren) Freital (Saksen) Freren (Nedersaksen) Freudenberg (Baden-Württemberg) Freudenberg (Noordrijn-Westfalen) Freudenstadt (Baden-Württemberg) Freyburg (Unstrut) (Saksen-Anhalt) Freystadt (Beieren) Freyung (Beieren) Fridingen an der Donau (Baden-Württemberg) Friedberg (Beieren) Friedberg (Hessen) (Hessen) | Friedland (Mecklenburg-Voor-Pommeren) Friedland (Brandenburg) Friedrichroda (Thüringen) Friedrichsdorf (Hessen) Friedrichshafen (Baden-Württemberg) Friedrichstadt (Sleeswijk-Holstein) Friedrichsthal (Saarland) Friesack (Brandenburg) Friesoythe (Nedersaksen) Fritzlar (Hessen) Frohburg (Saksen) Fröndenberg (Noordrijn-Westfalen) Fulda (Hessen) Fürstenau (Nedersaksen) Fürstenberg/Havel (Brandenburg) Fürstenfeldbruck (Beieren) Fürstenwalde (Brandenburg) Fürth (Beieren) Furth im Wald (Beieren) Furtwangen im Schwarzwald (Baden-Württemberg) Füssen (Beieren) |

## G
| | | |
| Gadebusch (Mecklenburg-Voor-Pommeren) Gaggenau (Baden-Württemberg) Gaildorf (Baden-Württemberg) Gammertingen (Baden-Württemberg) Garbsen (Nedersaksen) Garching (Beieren) Gardelegen (Saksen-Anhalt) Garding (Sleeswijk-Holstein) Garmisch-Partenkirchen (Beieren) Gartz (Oder) (Brandenburg) Garz/Rügen (Mecklenburg-Voor-Pommeren) Gau-Algesheim (Rijnland-Palts) Gebesee (Thüringen) Gedern (Hessen) Geesthacht (Sleeswijk-Holstein) Gefell (Thüringen) Gefrees (Beieren) Gehrden (Nedersaksen) Gehren (Thüringen) Geilenkirchen (Noordrijn-Westfalen) Geisa (Thüringen) Geiselhöring (Beieren) Geisenfeld (Beieren) Geisenheim (Hessen) Geising (Saksen) Geisingen (Baden-Württemberg) Geislingen (Baden-Württemberg) Geislingen an der Steige (Baden-Württemberg) Geithain (Saksen) Geldern (Noordrijn-Westfalen) Gelnhausen (Hessen) Gelsenkirchen (Noordrijn-Westfalen) Gemünden am Main (Beieren) Gemünden (Wohra) (Hessen) Gengenbach (Baden-Württemberg) Genthin (Saksen-Anhalt) Georgsmarienhütte (Nedersaksen) Gera (Thüringen) Gerabronn (Baden-Württemberg) Gerbstedt (Saksen-Anhalt) Geretsried (Beieren) Geringswalde (Saksen) Gerlingen (Baden-Württemberg) Germering (Beieren) Germersheim (Rijnland-Palts) | Gernrode (Saksen-Anhalt) Gernsbach (Baden-Württemberg) Gernsheim (Hessen) Gerolstein (Rijnland-Palts) Gerolzhofen (Beieren) Gersfeld (Rhön) (Hessen) Gersthofen (Beieren) Gescher (Noordrijn-Westfalen) Geseke (Noordrijn-Westfalen) Gevelsberg (Noordrijn-Westfalen) Geyer (Saksen) Giengen an der Brenz (Baden-Württemberg) Gießen (Hessen) Gifhorn (Nedersaksen) Gladbeck (Noordrijn-Westfalen) Gladenbach (Hessen) Glashütte (Saksen) Glauchau (Saksen) Glinde (Sleeswijk-Holstein) Glücksburg (Ostsee) (Sleeswijk-Holstein) Glückstadt (Sleeswijk-Holstein) Gnoien (Mecklenburg-Voor-Pommeren) Goch (Noordrijn-Westfalen) Goldberg (Mecklenburg-Voor-Pommeren) Goldkronach (Beieren) Golßen (Brandenburg) Gommern (Saksen-Anhalt) Göppingen (Baden-Württemberg) Görlitz (Saksen) Goslar (Nedersaksen) Gößnitz (Thüringen) Gotha (Thüringen) Göttingen (Nedersaksen) Grabow (Mecklenburg-Voor-Pommeren) Grafenau (Beieren) Gräfenberg (Beieren) Gräfenhainichen (Saksen-Anhalt) Gräfenthal (Thüringen) Grafenwöhr (Beieren) Grafing bij München (Beieren) Gransee (Brandenburg) Grebenau (Hessen) Grebenstein (Hessen) Greding (Beieren)' | Greifswald (Mecklenburg-Voor-Pommeren) Greiz Thüringen) Greußen (Thüringen) Greven (Noordrijn-Westfalen) Grevenbroich (Noordrijn-Westfalen) Grevesmühlen (Mecklenburg-Voor-Pommeren) Griesheim (Hessen) Grimma (Saksen) Grimmen (Mecklenburg-Voor-Pommeren) Gröbzig (Saksen-Anhalt) Gröditz (Saksen) Groitzsch (Saksen) Gronau (Nedersaksen) Gronau (Noordrijn-Westfalen) Gröningen (Saksen-Anhalt) Großalmerode (Hessen) Groß-Bieberau (Hessen) Großbottwar (Baden-Württemberg) Großbreitenbach (Thüringen) Großenehrich (Thüringen) Großenhain (Saksen) Groß-Gerau (Hessen) Großräschen (Brandenburg) Großröhrsdorf (Saksen) Großschirma (Saksen) Groß-Umstadt (Hessen) Grünberg (Hessen) Grünhain-Beierfeld (Saksen) Grünsfeld (Baden-Württemberg) Grünstadt (Rijnland-Palts) Guben (Brandenburg) Gudensberg (Hessen) Güglingen (Baden-Württemberg) Gummersbach (Noordrijn-Westfalen) Gundelfingen an der Donau (Beieren) Gundelsheim (Baden-Württemberg) Güntersberge (Saksen-Anhalt) Günzburg (Beieren) Gunzenhausen (Beieren) Güsten (Saksen-Anhalt) Güstrow (Mecklenburg-Voor-Pommeren) Gütersloh (Noordrijn-Westfalen) Gützkow (Mecklenburg-Voor-Pommeren) |

## H
| | | |
| Haan (Noordrijn-Westfalen) Hachenburg (Rijnland-Palts) Hadamar (Hessen) Hadmersleben (Saksen-Anhalt) Hagen (Noordrijn-Westfalen) Hagenow (Mecklenburg-Voor-Pommeren) Haiger (Hessen) Haigerloch (Baden-Württemberg) Hainichen (Saksen) Haiterbach (Baden-Württemberg) Halberstadt (Saksen-Anhalt) Haldensleben (Saksen-Anhalt) Halle (Saale) (Saksen-Anhalt) Halle (Noordrijn-Westfalen) Hallenberg (Noordrijn-Westfalen) Hallstadt (Beieren) Haltern am See (Noordrijn-Westfalen) Halver (Noordrijn-Westfalen) Hamburg (Hamburg) Hamelen (Nedersaksen) Hamm (Noordrijn-Westfalen) Hammelburg (Beieren) Hamminkeln (Noordrijn-Westfalen) Hanau (Hessen) Hannover (hoofdstad van Nedersaksen) Hann. Münden (Nedersaksen) Harburg (Zwaben) (Beieren) Hardegsen (Nedersaksen) Haren (Ems) (Nedersaksen) Harsewinkel (Noordrijn-Westfalen) Hartenstein (Saksen) Hartha (Saksen) Harzgerode (Saksen-Anhalt) Haselünne (Nedersaksen) Haslach im Kinzigtal (Baden-Württemberg) Hasselfelde (Saksen-Anhalt) Haßfurt (Beieren) Hattersheim am Main (Hessen) Hattingen (Noordrijn-Westfalen) Hatzfeld (Eder) (Hessen) Hausach (Baden-Württemberg) Hauzenberg (Beieren) Havelberg (Saksen-Anhalt) Havelsee (Brandenburg) Hayingen (Baden-Württemberg) Hechingen (Baden-Württemberg) Hecklingen (Saksen-Anhalt) Heide (Sleeswijk-Holstein) Heideck (Beieren) Heidelberg (Baden-Württemberg) | Heidenau (Saksen) Heidenheim an der Brenz (Baden-Württemberg) Heilbad Heiligenstadt (Thüringen) Heilbronn (Baden-Württemberg) Heiligenhafen (Sleeswijk-Holstein) Heiligenhaus (Noordrijn-Westfalen) Heilsbronn (Beieren) Heimbach (Noordrijn-Westfalen) Heimsheim (Baden-Württemberg) Heinsberg) (Noordrijn-Westfalen) Heitersheim (Baden-Württemberg) Heldrungen (Thüringen) Helmbrechts (Beieren) Helmstedt (Nedersaksen) Hemau (Beieren) Hemer (Noordrijn-Westfalen) Hemmingen (Nedersaksen) Hemmoor (Nedersaksen) Hemsbach (Baden-Württemberg) Hennef (Sieg) (Noordrijn-Westfalen) Hennigsdorf (Brandenburg) Heppenheim (Bergstraße) (Hessen) Herbolzheim (Baden-Württemberg) Herborn (Hessen) Herbrechtingen (Baden-Württemberg) Herbstein (Hessen) Herdecke (Noordrijn-Westfalen) Herdorf (Rijnland-Palts) Herford (Noordrijn-Westfalen) Heringen/Helme (Thüringen) Heringen (Werra) (Hessen) Hermeskeil (Rijnland-Palts) Hermsdorf (Thüringen) Herne (Noordrijn-Westfalen) Herrenberg (Baden-Württemberg) Herrieden (Beieren) Herrnhut (Saksen) Hersbruck (Beieren) Herten (Noordrijn-Westfalen) Herzberg am Harz (Nedersaksen) Herzberg (Brandenburg) Herzogenaurach (Beieren) Herzogenrath (Noordrijn-Westfalen) Hessisch Lichtenau (Hessen) Hessisch Oldendorf (Nedersaksen) Hettingen (Baden-Württemberg) Hettstedt (Saksen-Anhalt) Heubach (Baden-Württemberg) Heusenstamm (Hessen) | Hilchenbach (Noordrijn-Westfalen) Hildburghausen (Thüringen) Hilden (Noordrijn-Westfalen) Hildesheim (Nedersaksen) Hillesheim (Rijnland-Palts) Hilpoltstein (Beieren) Hirschau (Beieren) Hirschberg (Thüringen) Hirschhorn (Neckar) (Hessen) Hitzacker (Elbe) (Nedersaksen) Hochheim am Main (Hessen) Höchstadt an der Aisch (Beieren) Höchstädt an der Donau (Beieren) Hockenheim (Baden-Württemberg) Hof (Beieren) Hofgeismar (Hessen) Hofheim am Taunus (Hessen) Hofheim in Unterfranken (Beieren) Hohenberg an der Eger (Beieren) Hohenleuben (Thüringen) Hohenmölsen (Saksen-Anhalt) Hohen Neuendorf (Brandenburg) Hohenstein-Ernstthal (Saksen) Hohnstein (Saksen) Höhr-Grenzhausen (Rijnland-Palts) Hollfeld (Beieren) Holzgerlingen (Baden-Württemberg) Holzminden (Nedersaksen) Homberg (Efze) (Hessen) Homberg (Ohm) (Hessen) Homburg (Saar) (Saarland) Horb am Neckar (Baden-Württemberg) Hornbach (Rijnland-Palts) Horn-Bad Meinberg (Noordrijn-Westfalen) Hornberg (Baden-Württemberg) Hornburg (Nedersaksen) Hörstel (Noordrijn-Westfalen) Horstmar (Noordrijn-Westfalen) Höxter (Noordrijn-Westfalen) Hoya (Nedersaksen) Hoyerswerda (Saksen) Hoym (Saksen-Anhalt) Hückelhoven (Noordrijn-Westfalen) Hückeswagen (Noordrijn-Westfalen) Hüfingen (Baden-Württemberg) Hünfeld (Hessen) Hungen (Hessen) Hürth (Noordrijn-Westfalen) Husum (Sleeswijk-Holstein) |

## I
| | | |
| Ibbenbüren (Noordrijn-Westfalen) Ichenhausen (Beieren) Idar-Oberstein (Rijnland-Palts) Idstein (Hessen) Illertissen (Beieren) Ilmenau (Thüringen) | Ilsenburg (Harz) (Saksen-Anhalt) Ilshofen (Baden-Württemberg) Immenhausen (Hessen) Immenstadt im Allgäu (Beieren) Ingelfingen (Baden-Württemberg) Ingelheim am Rhein (Rijnland-Palts) | Ingolstadt (Beieren) Iphofen (Beieren) Iserlohn (Noordrijn-Westfalen) Isny im Allgäu (Baden-Württemberg) Isselburg (Noordrijn-Westfalen) Itzehoe (Sleeswijk-Holstein) |

## J
| | |                                                                       |
| Jarmen (Mecklenburg-Voor-Pommeren) Jena (Thüringen) Jerichow (Saksen-Anhalt) Jessen (Elster) (Saksen-Anhalt) | Jeßnitz (Anhalt) (Saksen-Anhalt) Jever (Nedersaksen) Joachimsthal (Brandenburg) Johanngeorgenstadt (Saksen) | Jöhstadt (Saksen) Jülich (Noordrijn-Westfalen) Jüterbog (Brandenburg) |

## K
| | | |
| Kaarst (Noordrijn-Westfalen) Kahla (Thüringen) Kaisersesch (Rijnland-Palts) Kaiserslautern (Rijnland-Palts) Kalbe (Milde) (Saksen-Anhalt) Kalkar (Noordrijn-Westfalen) Kaltenkirchen (Sleeswijk-Holstein) Kaltennordheim (Thüringen) Kamen (Noordrijn-Westfalen) Kamenz (Saksen) Kamp-Lintfort (Noordrijn-Westfalen) Kandel (Rijnland-Palts) Kandern (Baden-Württemberg) Kappeln (Sleeswijk-Holstein) Karben (Hessen) Karlsruhe (Baden-Württemberg) Karlstadt (Beieren) Kassel (Hessen) Kastellaun (Rijnland-Palts) Katzenelnbogen (Rijnland-Palts) Kaub (Rijnland-Palts) Kaufbeuren (Beieren) Kehl (Baden-Württemberg) Kelbra (Kyffhäuser) (Saksen-Anhalt) Kelheim (Beieren) Kelkheim (Taunus) (Hessen) Kellinghusen (Sleeswijk-Holstein) Kelsterbach (Hessen) Kemberg (Saksen-Anhalt) Kemnath (Beieren) Kempen (Noordrijn-Westfalen) Kempten (Beieren) Kenzingen (Baden-Württemberg) Kerpen (Noordrijn-Westfalen) | Ketzin/Havel (Brandenburg) Kevelaer (Noordrijn-Westfalen) Keulen (Noordrijn-Westfalen) Kiel (hoofdstad van Sleeswijk-Holstein) Kierspe (Noordrijn-Westfalen) Kindelbrück (Thüringen) Kirchberg (Saksen) Kirchberg an der Jagst (Baden-Württemberg) Kirchberg (Rijnland-Palts) Kirchen (Sieg) (Rijnland-Palts) Kirchenlamitz (Beieren) Kirchhain (Hessen) Kirchheimbolanden (Rijnland-Palts) Kirchheim unter Teck (Baden-Württemberg) Kirn (Rijnland-Palts) Kirtorf (Hessen) Kitzingen (Beieren) Kitzscher (Saksen) Kleef (Noordrijn-Westfalen) Klingenberg am Main (Beieren) Klingenthal (Saksen) Klötze (Saksen-Anhalt) Klütz (Mecklenburg-Voor-Pommeren) Knittlingen (Baden-Württemberg) Koblenz (Rijnland-Palts) Kohren-Sahlis (Saksen) Kolbermoor (Beieren) Kölleda (Thüringen) Königsberg in Bayern (Beieren) Königsbrück (Saksen) Königsbrunn (Beieren) Königsee (Thüringen) Königslutter am Elm (Nedersaksen) Königstein im Taunus (Hessen) | Königstein (Saksen) Königswinter (Noordrijn-Westfalen) Königs Wusterhausen (Brandenburg) Könnern (Saksen-Anhalt) Konstanz (Baden-Württemberg) Konz (Rijnland-Palts) Korbach (Hessen) Korntal-Münchingen (Baden-Württemberg) Kornwestheim (Baden-Württemberg) Korschenbroich (Noordrijn-Westfalen) Köthen (Anhalt) (Saksen-Anhalt) Kraichtal (Baden-Württemberg) Krakow am See (Mecklenburg-Voor-Pommeren) Kranichfeld (Thüringen) Krautheim (Baden-Württemberg) Krefeld (Noordrijn-Westfalen) Kremmen (Brandenburg) Krempe (Sleeswijk-Holstein) Kreuztal (Noordrijn-Westfalen) Kronach (Beieren) Kronberg im Taunus (Hessen) Kröpelin (Mecklenburg-Voor-Pommeren) Kroppenstedt (Saksen-Anhalt) Krumbach (Beieren) Kühlungsborn (Mecklenburg-Voor-Pommeren) Kulmbach (Beieren) Külsheim (Baden-Württemberg) Künzelsau (Baden-Württemberg) Kupferberg (Beieren) Kuppenheim (Baden-Württemberg) Kusel (Rijnland-Palts) Kyllburg (Rijnland-Palts) Kyritz (Brandenburg) |

## L
| | | |
| Laage (Mecklenburg-Voor-Pommeren) Laatzen (Nedersaksen) Ladenburg (Baden-Württemberg) Lage (Noordrijn-Westfalen) Lahnstein (Rijnland-Palts) Lahr (Zwarte Woud) (Baden-Württemberg) Laichingen (Baden-Württemberg) Lambrecht (Rijnland-Palts) Lampertheim (Hessen) Landau an der Isar (Beieren) Landau in der Pfalz (Rijnland-Palts) Landsberg am Lech (Beieren) Landsberg (Saksen-Anhalt) Landshut (Beieren) Landstuhl (Rijnland-Palts) Langelsheim (Nedersaksen) Langen (Nedersaksen) Langen (Hessen) (Hessen) Langenau (Baden-Württemberg) Langenburg (Baden-Württemberg) Langenfeld (Noordrijn-Westfalen) (Noordrijn-Westfalen) Langenhagen (Nedersaksen) Langenselbold (Hessen) Langenzenn (Beieren) Langewiesen (Thüringen) Lassan (Mecklenburg-Voor-Pommeren) Laubach (Hessen) Laucha an der Unstrut (Saksen-Anhalt) Lauchhammer (Brandenburg) Lauchheim (Baden-Württemberg) Lauda-Königshofen (Baden-Württemberg) Lauenburg/Elbe (Sleeswijk-Holstein) Lauf an der Pegnitz (Beieren) Laufen (Beieren) Laufenburg (Baden) (Baden-Württemberg) Lauffen am Neckar (Baden-Württemberg) Lauingen (Donau) (Beieren) Laupheim (Baden-Württemberg) Lauscha (Thüringen) Lauta (Saksen) Lauter/Sa. (Saksen) Lauterbach (Hessen) (Hessen) Lauterecken (Rijnland-Palts) Lauterstein (Baden-Württemberg) Lebach (Saarland) Lebus (Brandenburg) | Leer (stad) (Nedersaksen) Lehesten (Thüringen) Lehrte (Nedersaksen) Leichlingen (Noordrijn-Westfalen) Leimen (Baden-Württemberg) Leinefelde-Worbis (Thüringen) Leinfelden-Echterdingen (Baden-Württemberg) Leipheim (Beieren) Leipzig (Saksen) Leisnig (Saksen) Lemgo (Noordrijn-Westfalen) Lengefeld (Saksen) Lengenfeld (Saksen) Lengerich (Noordrijn-Westfalen) Lennestadt (Noordrijn-Westfalen) Lenzen) (Brandenburg) Leonberg (Baden-Württemberg) Leun (Hessen) Leuna (Saksen-Anhalt) Leutenberg (Thüringen) Leutershausen (Beieren) Leutkirch im Allgäu (Baden-Württemberg) Leverkusen (Noordrijn-Westfalen) Lich (Hessen) Lichtenau (Baden-Württemberg) Lichtenau (Noordrijn-Westfalen) Lichtenberg (Beieren) Lichtenfels (Hessen) Lichtenstein/Sa. (Saksen) Liebenau (Hessen) Liebenwalde (Brandenburg) Lieberose (Brandenburg) Liebstadt (Saksen) Limbach-Oberfrohna (Saksen) Limburg an der Lahn (Hessen) Lindau (Saksen-Anhalt) Lindau (Beieren) Linden (Hessen) Lindenberg im Allgäu (Beieren) Lindenfels (Hessen) Lindow (Brandenburg) Lingen (Ems) (Nedersaksen) Linnich (Noordrijn-Westfalen) Linz am Rhein (Rijnland-Palts) | Lippstadt (Noordrijn-Westfalen) Löbau (Saksen) Löbejün (Saksen-Anhalt) Loburg (Saksen-Anhalt) Löffingen (Baden-Württemberg) Lohmar (Noordrijn-Westfalen) Lohne (Oldenburg) (Nedersaksen) Löhne (Noordrijn-Westfalen) Lohr am Main (Beieren) Loitz (Mecklenburg-Voor-Pommeren) Lollar (Hessen) Lommatzsch (Saksen) Löningen (Nedersaksen) Lorch (Baden-Württemberg) Lorch (Hessen) Lörrach (Baden-Württemberg) Lorsch (Hessen) Lößnitz (Saksen) Löwenstein (Baden-Württemberg) Lübbecke (Noordrijn-Westfalen) Lübben (Brandenburg) Lübbenau (Brandenburg) Lübeck (Sleeswijk-Holstein) Lübtheen (Mecklenburg-Voor-Pommeren) Lübz (Mecklenburg-Voor-Pommeren) Lüchow (Wendland) (Nedersaksen) Lucka (Thüringen) Luckau (Brandenburg) Luckenwalde (Brandenburg) Lüdenscheid (Noordrijn-Westfalen) Lüdinghausen (Noordrijn-Westfalen) Ludwigsburg (Baden-Württemberg) Ludwigsfelde (Brandenburg) Ludwigshafen am Rhein (Rijnland-Palts) Ludwigslust (Mecklenburg-Voor-Pommeren) Ludwigsstadt (Beieren) Lugau/Erzgeb. (Saksen) Lügde (Noordrijn-Westfalen) Lüneburg (Nedersaksen) Lünen (Noordrijn-Westfalen) Lunzenau (Saksen) Lütjenburg (Sleeswijk-Holstein) Lützen (Saksen-Anhalt) Lychen (Brandenburg) |

## M
| | | |
| Maagdenburg (hoofdstad van Saksen-Anhalt) Magdala (Thüringen) Mahlberg (Baden-Württemberg) Mainbernheim (Beieren) Mainburg (Beieren) Maintal (Hessen) Mainz (hoofdstad van Rijnland-Palts) Malchin (Mecklenburg-Voor-Pommeren) Malchow (Mecklenburg-Voor-Pommeren) Mannheim (Baden-Württemberg) Manderscheid (Rijnland-Palts) Mansfeld (Saksen-Anhalt) Marbach am Neckar (Baden-Württemberg) Marburg (Hessen) Marienberg (Saksen) Marienmünster (Noordrijn-Westfalen) Markdorf (Baden-Württemberg) Markgröningen (Baden-Württemberg) Märkisch Buchholz (Brandenburg) Markkleeberg (Saksen) Markneukirchen (Saksen) Markranstädt (Saksen) Marktbreit (Beieren) Marktheidenfeld (Beieren) Marktleuthen (Beieren) Marktoberdorf (Beieren) Marktredwitz (Beieren) Marktsteft (Beieren) Marl (Noordrijn-Westfalen) Marlow (Mecklenburg-Voor-Pommeren) Marne (Sleeswijk-Holstein) Marsberg (Noordrijn-Westfalen) Maulbronn (Baden-Württemberg) Maxhütte-Haidhof (Beieren) Mayen (Rijnland-Palts) Mechernich (Noordrijn-Westfalen) Meckenheim (Noordrijn-Westfalen) Medebach (Noordrijn-Westfalen) | Meerane (Saksen) Meerbusch (Noordrijn-Westfalen) Meersburg (Baden-Württemberg) Meinerzhagen (Noordrijn-Westfalen) Meiningen (Thüringen) Meisenheim (Rijnland-Palts) Meißen (Saksen) Meldorf (Sleeswijk-Holstein) Melle (Nedersaksen) Mellrichstadt (Beieren) Melsungen (Hessen) Memmingen (Beieren) Menden (Sauerland) (Noordrijn-Westfalen) Mendig (Rijnland-Palts) Mengen (Baden-Württemberg) Meppen (Nedersaksen) Merkendorf (Beieren) Merseburg (Saksen-Anhalt) Merzig (Saarland) Meschede (Noordrijn-Westfalen) Meßkirch (Baden-Württemberg) Meßstetten (Baden-Württemberg) Mettmann (Noordrijn-Westfalen) Metzingen (Baden-Württemberg) Meuselwitz (Thüringen) Meyenburg (Brandenburg) Michelstadt (Hessen) Miesbach (Beieren) Miltenberg (Beieren) Mindelheim (Beieren) Minden (Noordrijn-Westfalen) Mirow (Mecklenburg-Voor-Pommeren) Mittenwalde (Brandenburg) Mitterteich (Beieren) Mittweida (Saksen) Möckern (Saksen-Anhalt) Möckmühl (Baden-Württemberg) Moers (Noordrijn-Westfalen) | Mölln (Sleeswijk-Holstein) Mönchengladbach (Noordrijn-Westfalen) Monheim am Rhein (Noordrijn-Westfalen) Monheim (Beieren) Monschau (Noordrijn-Westfalen) Montabaur (Rijnland-Palts) Moosburg an der Isar (Beieren) Mörfelden-Walldorf (Hessen) Moringen (Nedersaksen) Mosbach (Baden-Württemberg) Mössingen (Baden-Württemberg) Mucheln (Saksen-Anhalt) Mügeln (Saksen) Mühlacker (Baden-Württemberg) Mühlberg (Brandenburg) Mühldorf am Inn (Beieren) Mühlhausen (Thüringen) Mühlheim am Main (Hessen) Mühlheim an der Donau (Baden-Württemberg) Mühltroff (Saksen) Mülheim an der Ruhr (Noordrijn-Westfalen) Mülheim-Kärlich (Rijnland-Palts) Müllheim (Baden-Württemberg) Müllrose (Brandenburg) Münchberg (Beieren) Müncheberg (Brandenburg) München (hoofdstad van Beieren) Münchenbernsdorf (Thüringen) Munderkingen (Baden-Württemberg) Münnerstadt (Beieren) Münsingen (Baden-Württemberg) Munster (Nedersaksen) Münster (Noordrijn-Westfalen) Münstermaifeld (Rijnland-Palts) Münzenberg (Hessen) Murrhardt (Baden-Württemberg) Mutzschen (Saksen) Mylau (Saksen) |

## N
| | | |
| Nabburg (Beieren) Nagold (Baden-Württemberg) Naila (Beieren) Nassau (Rijnland-Palts) Nastätten (Rijnland-Palts) Nauen (Brandenburg) Naumburg (Hessen) Naumburg (Saale) (Saksen-Anhalt) Naunhof (Saksen) Nebra (Unstrut) (Saksen-Anhalt) Neckarbischofsheim (Baden-Württemberg) Neckargemünd (Baden-Württemberg) Neckarsteinach (Hessen) Neckarsulm (Baden-Württemberg) Nerchau (Saksen) Neresheim (Baden-Württemberg) Netphen (Noordrijn-Westfalen) Nettetal (Noordrijn-Westfalen) Netzschkau (Saksen) Neubrandenburg (Mecklenburg-Voor-Pommeren Neubukow (Mecklenburg-Voor-Pommeren) Neubulach (Baden-Württemberg) Neuburg an der Donau (Beieren) Neudenau (Baden-Württemberg) Neuenbürg (Baden-Württemberg) Neuenburg am Rhein (Baden-Württemberg) Neuenhaus (Nedersaksen) Neuenrade (Noordrijn-Westfalen) Neuenstadt am Kocher (Baden-Württemberg) Neuenstein (Baden-Württemberg) Neuerburg (Rijnland-Palts) Neuffen (Baden-Württemberg) | Neugersdorf (Saksen) Neuhaus am Rennweg (Thüringen) Neu-Isenburg (Hessen) Neukalen (Mecklenburg-Voor-Pommeren) Neukirchen (Hessen) Neukirchen-Vluyn (Noordrijn-Westfalen) Neukloster (Mecklenburg-Voor-Pommeren) Neumark (Thüringen) Neumarkt in der Oberpfalz (Beieren) Neumarkt-Sankt Veit (Beieren) Neumünster (Sleeswijk-Holstein) Neunburg vorm Wald (Beieren) Neunkirchen (Saarland) Neuötting (Beieren) Neuruppin (Brandenburg) Neusalza-Spremberg (Saksen) Neusäß (Beieren) Neuss (Noordrijn-Westfalen) Neustadt an der Aisch (Beieren) Neustadt an der Donau (Beieren) Neustadt an der Waldnaab (Beieren) Neustadt am Kulm (Beieren) Neustadt am Rübenberge (Nedersaksen) Neustadt an der Orla (Thüringen) Neustadt an der Weinstraße (Rijnland-Palts) Neustadt bei Coburg (Beieren) Neustadt (Dosse) (Brandenburg) Neustadt-Glewe (Mecklenburg-Voor-Pommeren) Neustadt (Hessen) (Hessen) Neustadt in Holstein (Sleeswijk-Holstein) Neustadt in Sachsen (Saksen) Neustrelitz (Mecklenburg-Voor-Pommeren) | Neutraubling (Beieren) Neu-Ulm (Beieren) Neuwied (Rijnland-Palts) Neurenberg (Beieren) Nidda (Hessen) Niddatal (Hessen) Nidderau (Hessen) Nideggen (Noordrijn-Westfalen) Niebüll (Sleeswijk-Holstein) Niedenstein (Hessen) Niederkassel (Noordrijn-Westfalen) Niedernhall (Baden-Württemberg) Niederstetten (Baden-Württemberg) Niederstotzingen (Baden-Württemberg) Nieheim (Noordrijn-Westfalen) Niemegk (Brandenburg) Nienburg (Saale) (Saksen-Anhalt) Nienburg/Weser (Nedersaksen) Niesky (Saksen) Nittenau (Beieren) Norden (Nedersaksen) Nordenham (Nedersaksen) Norderney (Nedersaksen) Norderstedt (Sleeswijk-Holstein) Nordhausen (Thüringen) Nordhorn (Nedersaksen) Nördlingen (Beieren) Northeim (Nedersaksen) Nortorf (Sleeswijk-Holstein) Nossen (Saksen) Nürtingen (Baden-Württemberg) |

## O
| | | |
| Oberasbach (Beieren) Oberhausen (Noordrijn-Westfalen) Oberhof (Thüringen) Oberkirch (Baden-Württemberg) Oberkochen (Baden-Württemberg) Oberlungwitz (Saksen) Obermoschel (Rijnland-Palts) Obernburg am Main (Beieren) Oberndorf am Neckar (Baden-Württemberg) Obernkirchen (Nedersaksen) Ober-Ramstadt (Hessen) Oberriexingen (Baden-Württemberg) Obertshausen (Hessen) Oberursel (Taunus) (Hessen) Oberviechtach (Beieren) Oberweißbach/Thür. Wald (Thüringen) Oberwesel (Rijnland-Palts) Oberwiesenthal, Kurort (Saksen) Ochsenfurt (Beieren) Ochsenhausen (Baden-Württemberg) Ochtrup (Noordrijn-Westfalen) Oderberg (Brandenburg) Oebisfelde (Saksen-Anhalt) | Oederan (Saksen) Oelde (Noordrijn-Westfalen) Oelsnitz (Saksen) Oelsnitz/Erzgeb. (Saksen) Oer-Erkenschwick (Noordrijn-Westfalen) Oerlinghausen (Noordrijn-Westfalen) Oestrich-Winkel (Hessen) Oettingen in Bayern (Beieren) Offenbach am Main (Hessen) Offenburg (Baden-Württemberg) Ohrdruf (Thüringen) Öhringen (Baden-Württemberg) Olbernhau (Saksen) Oldenburg (Nedersaksen) Oldenburg in Holstein (Sleeswijk-Holstein) Olfen (Noordrijn-Westfalen) Olpe (Noordrijn-Westfalen) Olsberg (Noordrijn-Westfalen) Oppenau (Baden-Württemberg) Oppenheim (Rijnland-Palts) Oranienbaum (Saksen-Anhalt) Oranienburg (stad) (Brandenburg) Orlamünde (Thüringen) | Ornbau (Beieren) Ortenberg (Hessen) Ortrand (Brandenburg) Oschatz (Saksen) Oschersleben (Bode) (Saksen-Anhalt) Osnabrück (Nedersaksen) Osterburg (Altmark) (Saksen-Anhalt) Osterburken (Baden-Württemberg) Osterfeld (Saksen-Anhalt) Osterhofen (Beieren) Osterholz-Scharmbeck (Nedersaksen) Osterode am Harz (Nedersaksen) Osterwieck (Saksen-Anhalt) Ostfildern (Baden-Württemberg) Ostheim v.d.Rhön (Beieren) Osthofen (Rijnland-Palts) Östringen (Baden-Württemberg) Ostritz (Saksen) Otterberg (Rijnland-Palts) Otterndorf (Nedersaksen) Ottweiler (Saarland) Overath (Noordrijn-Westfalen) Owen (Baden-Württemberg) |

## P
| | | |
| Paderborn (Noordrijn-Westfalen) Papenburg (Nedersaksen) Pappenheim (Beieren) Parchim (Mecklenburg-Voor-Pommeren) Parsberg (Beieren) Pasewalk (Mecklenburg-Voor-Pommeren) Passau (Beieren) Pattensen (Nedersaksen) Pausa/Vogtl. (Saksen) Pegau (Saksen) Pegnitz (Beieren) Peine (Nedersaksen) Peitz (Brandenburg) Penig (Saksen) Penkun Mecklenburg-Voor-Pommeren) Penzberg (Beieren) Penzlin (Mecklenburg-Voor-Pommeren) Perleberg (Brandenburg) Petershagen (Noordrijn-Westfalen) Pfaffenhofen an der Ilm (stad) (Beieren) | Pfarrkirchen (Beieren) Pforzheim (Baden-Württemberg) Pfreimd (Beieren) Pfullendorf (Baden-Württemberg) Pfullingen (Baden-Württemberg) Pfungstadt (Hessen) Philippsburg (Baden-Württemberg) Pinneberg (Sleeswijk-Holstein) Pirmasens (Rijnland-Palts) Pirna (Saksen) Plattling (Beieren) Plau am See (Mecklenburg-Voor-Pommeren) Plaue (Thüringen) Plauen (Saksen) Plettenberg (Noordrijn-Westfalen) Pleystein (Beieren) Plochingen (Baden-Württemberg) Plön (Sleeswijk-Holstein) Pocking (Beieren) Pohlheim (Hessen) | Polch Rijnland-Palts) Porta Westfalica (Noordrijn-Westfalen) Pößneck (Thüringen) Potsdam (hoofdstad van Brandenburg) Pottenstein (Beieren) Preetz (Sleeswijk-Holstein) Premnitz (Brandenburg) Prenzlau (Brandenburg) Pressath (Beieren) Prettin (Saksen-Anhalt) Pretzsch (Elbe) (Saksen-Anhalt) Preußisch Oldendorf (Noordrijn-Westfalen) Prichsenstadt (Beieren) Pritzwalk (Brandenburg) Prüm (Rijnland-Palts) Pulheim (Noordrijn-Westfalen) Pulsnitz (Saksen) Putbus (Mecklenburg-Voor-Pommeren) Putlitz (Brandenburg) Püttlingen (Saarland) |

## Q
|                                                       |                          |                                |
| Quakenbrück (Nedersaksen) Quedlinburg (Saksen-Anhalt) | Querfurt (Saksen-Anhalt) | Quickborn (Sleeswijk-Holstein) |

## R
| | | |
| Rabenau Radeberg (Saksen) Radebeul (Saksen) Radeburg (Saksen) Radegast (Saksen-Anhalt) Radevormwald (Noordrijn-Westfalen) Radolfzell am Bodensee (Baden-Württemberg) Raguhn (Saksen-Anhalt) Rahden (Noordrijn-Westfalen) Rain (Beieren) Ramstein-Miesenbach (Rijnland-Palts) Ranis (Thüringen) Ransbach-Baumbach (Rijnland-Palts) Rastatt (Baden-Württemberg) Rastenberg (Thüringen) Rathenow (Brandenburg) Ratingen (Noordrijn-Westfalen) Ratzeburg (Sleeswijk-Holstein) Rauenberg (Baden-Württemberg) Raunheim (Hessen) Rauschenberg (Hessen) Ravensburg (Baden-Württemberg) Ravenstein (Baden-Württemberg) Recklinghausen (Noordrijn-Westfalen) Rees (Noordrijn-Westfalen) Regen (Beieren) Regensburg (Beieren) Regis-Breitingen (Saksen) Rehau (Beieren) Rehburg-Loccum (Nedersaksen) Rehna (Mecklenburg-Voor-Pommeren) Reichelsheim (Wetterau) (Hessen) Reichenbach/O.L. (Saksen) Reichenbach im Vogtland (Saksen) Reinbek (Sleeswijk-Holstein) Reinfeld (Sleeswijk-Holstein) Reinheim (Hessen) | Remagen (Rijnland-Palts) Remda-Teichel (Thüringen) Remscheid (Noordrijn-Westfalen) Remseck am Neckar (Baden-Württemberg) Renchen (Baden-Württemberg) Rendsburg (Sleeswijk-Holstein) Rennerod (Rijnland-Palts) Renningen (Baden-Württemberg) Rerik (Mecklenburg-Voor-Pommeren) Rethem (Aller) (Nedersaksen) Reutlingen (Baden-Württemberg) Rheda-Wiedenbrück (Noordrijn-Westfalen) Rhede (Noordrijn-Westfalen) Rheinau (Baden-Württemberg) Rheinbach (Noordrijn-Westfalen) Rheinberg (Noordrijn-Westfalen) Rheine (Noordrijn-Westfalen) Rheinfelden (Baden) (Baden-Württemberg) Rheinsberg (Brandenburg) Rheinstetten (Baden-Württemberg) Rhens (Rijnland-Palts) Rhinow (Brandenburg) Ribnitz-Damgarten (Mecklenburg-Voor-Pommeren) Richtenberg (Mecklenburg-Voor-Pommeren) Riedenburg (Beieren) Riedlingen (Baden-Württemberg) Rieneck (Beieren) Riesa (Saksen) Rietberg (Noordrijn-Westfalen) Rinteln (Nedersaksen) Röbel/Müritz (Mecklenburg-Voor-Pommeren) Rochlitz (Saksen) Rockenhausen (Rijnland-Palts) Rodalben (Rijnland-Palts) Rodenberg (Nedersaksen) Rödental (Beieren) Rödermark (Hessen) | Rodewisch (Saksen) Rodgau (Hessen) Roding (Beieren) Römhild (Thüringen) Romrod (Hessen) Ronneburg (Thüringen) Ronnenberg (Nedersaksen) Rosbach vor der Höhe (Hessen) Rosenfeld (Baden-Württemberg) Rosenheim (Beieren) Rosenthal (Hessen) Rösrath (Noordrijn-Westfalen) Roßlau (Saksen-Anhalt) Roßleben (Thüringen) Roßwein (Saksen) Rostock (Mecklenburg-Voor-Pommeren) Rotenburg an der Fulda (Hessen) Rotenburg (Wümme) (Nedersaksen) Roth (Beieren) Rötha (Saksen) Röthenbach an der Pegnitz (Beieren) Rothenburg/Oberlausitz (Saksen) Rothenburg ob der Tauber (Beieren) Rothenfels (Beieren) Rottenburg am Neckar (Baden-Württemberg) Rottenburg an der Laaber (Beieren) Röttingen (Beieren) Rottweil (Baden-Württemberg) Rötz (Beieren) Rüdesheim am Rhein (Hessen) Rudolstadt (Thüringen) Ruhla (Thüringen) Ruhland (Brandenburg) Runkel (Hessen) Rüsselsheim (Hessen) Rüthen (Noordrijn-Westfalen) |

## S
| | | |
| Saalburg-Ebersdorf (Thüringen) Saalfeld/Saale (Thüringen) Saarbrücken (hoofdstad van Saarland) Saarburg (Rijnland-Palts) Saarlouis (Saarland) Sachsenhagen (Nedersaksen) Sachsenheim (Baden-Württemberg) Salzgitter (Nedersaksen) Salzkotten (Noordrijn-Westfalen) Salzwedel (Saksen-Anhalt) Sandau (Elbe) (Saksen-Anhalt) Sandersleben (Saksen-Anhalt) Sangerhausen (Saksen-Anhalt) Sankt Andreasberg, Bergstadt (Nedersaksen) Sankt Augustin (Noordrijn-Westfalen) Sankt Goar (Rijnland-Palts) Sankt Goarshausen (Rijnland-Palts) Sankt Ingbert (Saarland) Sarstedt (Nedersaksen) Sassenberg (Noordrijn-Westfalen) Sassnitz (Mecklenburg-Voor-Pommeren) Sayda (Saksen) Schafstädt (Saksen-Anhalt) Schalkau (Thüringen) Schauenstein (Beieren) Scheer (Baden-Württemberg) Scheibenberg (Saksen) Scheinfeld (Beieren) Schelklingen (Baden-Württemberg) Schenefeld (Sleeswijk-Holstein) Scheßlitz (Beieren) Schieder-Schwalenberg (Noordrijn-Westfalen) Schifferstadt (Rijnland-Palts) Schildau, Gneisenaustadt (Saksen) Schillingsfürst (Beieren) Schiltach (Baden-Württemberg) Schirgiswalde (Saksen) Schkeuditz (Saksen) Schkölen (Thüringen) Schleiden (Noordrijn-Westfalen) Schleiz (Thüringen) Sleeswijk (Sleeswijk-Holstein) Schlettau (Saksen) Schleusingen (Thüringen) Schlieben (Brandenburg) Schlitz (Hessen) Schloß Holte-Stukenbrock (Noordrijn-Westfalen) Schlotheim (Thüringen) Schlüchtern (Hessen) Schlüsselfeld (Beieren) Schmalkalden (Thüringen) Schmallenberg (Noordrijn-Westfalen) Schmölln (Thüringen) Schnackenburg (Nedersaksen) Schnaittenbach (Beieren) Schneeberg (Saksen) Schneverdingen (Nedersaksen) Schömberg (Baden-Württemberg) Schönau (Baden-Württemberg) Schönau im Schwarzwald (Baden-Württemberg) Schönberg (Mecklenburg-Voor-Pommeren) Schönebeck (Saksen-Anhalt) Schöneck/Vogtl. (Saksen) Schönewalde (Brandenburg) Schongau (Beieren) Schöningen (Nedersaksen) Schönsee (Beieren) | Schönwald (Beieren) Schopfheim (Baden-Württemberg) Schöppenstedt (Nedersaksen) Schorndorf (Baden-Württemberg) Schortens (Nedersaksen) Schotten (Hessen) Schramberg (Baden-Württemberg) Schraplau (Saksen-Anhalt) Schriesheim (Baden-Württemberg) Schrobenhausen (Beieren) Schrozberg (Baden-Württemberg) Schüttorf (Nedersaksen) Schwaan (Mecklenburg-Voor-Pommeren) Schwabach (Beieren) Schwäbisch Gmünd (Baden-Württemberg) Schwäbisch Hall (Baden-Württemberg) Schwabmünchen (Beieren) Schwaigern (Baden-Württemberg) Schwalbach am Taunus (Hessen) Schwalmstadt (Hessen) Schwandorf (Beieren) Schwanebeck (Saksen-Anhalt) Schwarzenbach am Wald (Beieren) Schwarzenbach an der Saale (Beieren) Schwarzenbek (Sleeswijk-Holstein) Schwarzenberg/Erzgeb. (Saksen) Schwarzenborn (Hessen) Schwarzheide (Brandenburg) Schwedt (Brandenburg) Schweich (Rijnland-Palts) Schweinfurt (Beieren) Schwelm (Noordrijn-Westfalen) Schwerin (hoofdstad van Mecklenburg-Voor-Pommeren) Schwerte (Noordrijn-Westfalen) Schwetzingen (Baden-Württemberg) Sebnitz (Saksen) Seehausen (Altmark) (Saksen-Anhalt) Seehausen (Landkreis Börde) (Saksen-Anhalt) Seelow (Brandenburg) Seelze (Nedersaksen) Seesen (Nedersaksen) Sehnde (Nedersaksen) Seifhennersdorf (Saksen) Selb (Beieren) Selbitz (Beieren) Seligenstadt (Hessen) Selm (Noordrijn-Westfalen) Selters (Westerwald) (Rijnland-Palts) Senden (Beieren) Sendenhorst (Noordrijn-Westfalen) Senftenberg (Brandenburg) Seßlach (Beieren) Siegburg (Noordrijn-Westfalen) Siegen (Noordrijn-Westfalen) Sigmaringen (Baden-Württemberg) Simbach am Inn (Beieren) Simmern/Hunsrück (Rijnland-Palts) Sindelfingen (Baden-Württemberg) Singen (Hohentwiel) (Baden-Württemberg) Sinsheim (Baden-Württemberg) Sinzig (Rijnland-Palts) Soest (Noordrijn-Westfalen) Solingen (Noordrijn-Westfalen) Solms (Hessen) Soltau (Nedersaksen) Sömmerda (Thüringen) Sondershausen (Thüringen) Sonneberg (Thüringen) | Sonnewalde (Brandenburg) Sonthofen (Beieren) Sontra (Hessen) Spaichingen (Baden-Württemberg) Spalt (Beieren) Spangenberg (Hessen) Speicher (Rijnland-Palts) Spenge (Noordrijn-Westfalen) Speyer (Rijnland-Palts) Spremberg (Brandenburg) Springe (Nedersaksen) Sprockhövel (Noordrijn-Westfalen) Stade (Nedersaksen) Stadtallendorf (Hessen) Stadthagen (Nedersaksen) Stadtilm (Thüringen) Stadtlengsfeld (Thüringen) Stadtlohn (Noordrijn-Westfalen) Stadtoldendorf (Nedersaksen) Stadtprozelten (Beieren) Stadtroda (Thüringen) Stadtsteinach (Beieren) Stadt Wehlen (Saksen) Starnberg (Beieren) Staßfurt (Saksen-Anhalt) Staufen im Breisgau (Baden-Württemberg) Staufenberg (Hessen) Stavenhagen, Reuterstadt (Mecklenburg-Voor-Pommeren) St. Blasien (Baden-Württemberg) Stein (Beieren) Steinach (Thüringen) Steinau an der Straße (Hessen) Steinbach-Hallenberg (Thüringen) Steinbach (Taunus) (Hessen) Steinfurt (Noordrijn-Westfalen) Steinheim an der Murr (Baden-Württemberg) Steinheim (Noordrijn-Westfalen) Stendal (Saksen-Anhalt) Sternberg (Mecklenburg-Voor-Pommeren) St. Georgen im Schwarzwald (Baden-Württemberg) Stockach (Baden-Württemberg) Stolberg (Harz) (Saksen-Anhalt) Stolberg (Rijnland) (Noordrijn-Westfalen) Stollberg/Erzgeb. (Saksen) Stolpen (Saksen) Storkow (Mark) (Brandenburg) Stößen (Saksen-Anhalt) Straelen (Noordrijn-Westfalen) Stralsund, (Mecklenburg-Voor-Pommeren) Strasburg (Uckermark) (Mecklenburg-Voor-Pommeren) Straubing (Beieren) Strausberg (Brandenburg) Strehla (Saksen) Stromberg (Rijnland-Palts) Stühlingen (Baden-Württemberg) Stutensee (Baden-Württemberg) Stuttgart (hoofdstad van Baden-Württemberg) St. Wendel (Saarland) Suhl (Thüringen) Sulingen (Nedersaksen) Sulz am Neckar (Baden-Württemberg) Sulzbach (Saarland) Sulzbach-Rosenberg (Beieren) Sulzburg (Baden-Württemberg) Sundern (Sauerland) (Noordrijn-Westfalen) Süßen (Baden-Württemberg) Syke (Nedersaksen) |

## T
| | | |
| Tambach-Dietharz (Thüringen) Tangerhütte (Saksen-Anhalt) Tangermünde (Saksen-Anhalt) Tann (Rhön) (Hessen) Tanna (Thüringen) Tauberbischofsheim (Baden-Württemberg) Taucha (Saksen) Taunusstein (Hessen) Tecklenburg Noordrijn-Westfalen) Tegernsee (Beieren) Telgte (Noordrijn-Westfalen) Teltow (Brandenburg) Templin (Brandenburg) Tengen (Baden-Württemberg) Tessin (Mecklenburg-Voor-Pommeren) Teterow (Mecklenburg-Voor-Pommeren) Tettnang (Baden-Württemberg) Teublitz (Beieren) Teuchern (Saksen-Anhalt) Teupitz (Brandenburg) | Teuschnitz (Beieren) Thale (Saksen-Anhalt) Thalheim (Saksen) Thannhausen (Beieren) Tharandt (Saksen) Themar (Thüringen) Thum (Saksen) Tirschenreuth (Beieren) Titisee-Neustadt (Baden-Württemberg) Tittmoning (Beieren) Todtnau (Baden-Württemberg) Töging am Inn (Beieren) Tönisvorst (Noordrijn-Westfalen) Tönning (Sleeswijk-Holstein) Torgau (Saksen) Torgelow (Mecklenburg-Voor-Pommeren) Tornesch (Sleeswijk-Holstein) Traben-Trarbach (Rijnland-Palts) Traunreut (Beieren) Traunstein (Beieren) | Trebbin (Brandenburg) Trebsen/Mulde (Saksen) Treffurt (Thüringen) Trendelburg (Hessen) Treuchtlingen (Beieren) Treuen (Saksen) Treuenbrietzen (Brandenburg) Triberg im Schwarzwald (Baden-Württemberg) Tribsees (Mecklenburg-Voor-Pommeren) Triebes (Thüringen) Trier (Rijnland-Palts) Triptis (Thüringen) Trochtelfingen (Baden-Württemberg) Troisdorf (Noordrijn-Westfalen) Trossingen (Baden-Württemberg) Trostberg (Beieren) Tübingen (Baden-Württemberg) Tuttlingen (Baden-Württemberg) Twistringen (Nedersaksen) |

## U
| | | |
| Übach-Palenberg (Noordrijn-Westfalen) Überlingen (Baden-Württemberg) Uebigau-Wahrenbrück (Brandenburg) Ueckermünde (Mecklenburg-Voor-Pommeren) Uelzen (Nedersaksen) Uetersen (Sleeswijk-Holstein) | Uffenheim (Beieren) Uhingen (Baden-Württemberg) Ulm (Baden-Württemberg) Ulrichstein (Hessen) Ummerstadt (Thüringen) Unkel (Rijnland-Palts) | Unna (Noordrijn-Westfalen) Unterschleißheim (Beieren) Usedom (Mecklenburg-Voor-Pommeren) Usingen (Hessen) Uslar (Nedersaksen) |

## V
| | | |
| Vacha (Thüringen) Vaihingen an der Enz (Baden-Württemberg) Vallendar (Rijnland-Palts) Varel (Nedersaksen) Vechta (Nedersaksen) Velbert (Noordrijn-Westfalen) Velburg (Beieren) Velden (Landshut) (Beieren) Velden (Nürnberger Land) (Beieren) Vellberg (Baden-Württemberg) Vellmar (Hessen) Velten (Brandenburg) | Verden (Aller) (Nedersaksen) Veringenstadt (Baden-Württemberg) Versmold (Noordrijn-Westfalen) Vetschau/Spreewald (Brandenburg) Viechtach (Beieren) Vienenburg (Nedersaksen) Viernheim (Hessen) Viersen (Noordrijn-Westfalen) Villingen-Schwenningen (Baden-Württemberg) Vilsbiburg (Beieren) Vilseck (Beieren) Vilshofen an der Donau (Beieren) | Visselhövede (Nedersaksen) Vlotho (Noordrijn-Westfalen) Voerde (Noordrijn-Westfalen) Vogtsburg im Kaiserstuhl (Baden-Württemberg) Vohburg an der Donau (Beieren) Vohenstrauß (Beieren) Vöhrenbach (Baden-Württemberg) Vöhringen (Beieren) Volkach (Beieren) Völklingen (Saarland) Volkmarsen (Hessen) Vreden (Noordrijn-Westfalen) |

## W
| | | |
| Wachenheim an der Weinstraße (Rijnland-Palts) Wächtersbach (Hessen) Wadern (Saarland) Waghäusel (Baden-Württemberg) Wahlstedt (Sleeswijk-Holstein) Waiblingen (Baden-Württemberg) Waibstadt (Baden-Württemberg) Waischenfeld (Beieren) Waldbröl (Noordrijn-Westfalen) Waldeck (Hessen) Waldenbuch (Baden-Württemberg) Waldenburg (Saksen) Waldenburg (Baden-Württemberg) Waldershof (Beieren) Waldheim (Saksen) Waldkappel (Hessen) Waldkirch (Baden-Württemberg) Waldkirchen (Beieren) Waldkraiburg (Beieren) Waldmünchen (Beieren) Waldsassen (Beieren) Waldshut-Tiengen (Baden-Württemberg) Walldorf (Baden-Württemberg) Walldürn (Baden-Württemberg) Wallenfels (Beieren) Walsrode (Nedersaksen) Waltershausen (Thüringen) Waltrop (Noordrijn-Westfalen) Wanfried (Hessen) Wangen im Allgäu (Baden-Württemberg) Wanzleben (Saksen-Anhalt) Warburg (Noordrijn-Westfalen) Waren (Müritz) (Mecklenburg-Voor-Pommeren) Warendorf (Noordrijn-Westfalen) Warin (Mecklenburg-Voor-Pommeren) Warstein (Noordrijn-Westfalen) Wassenberg (Noordrijn-Westfalen) Wasserburg am Inn (Beieren) Wassertrüdingen (Beieren) Wasungen (Thüringen) Wedel (Sleeswijk-Holstein) Weener (Nedersaksen) Wegberg (Noordrijn-Westfalen) Wegeleben (Saksen-Anhalt) Wehr (Baden-Württemberg) Weida (Thüringen) Weiden in der Oberpfalz (Beieren) Weikersheim (Baden-Württemberg) Weil am Rhein (Baden-Württemberg) Weilburg (Hessen) Weil der Stadt (Baden-Württemberg) Weilheim an der Teck (Baden-Württemberg) Weilheim in Oberbayern (Beieren) Weimar (Thüringen) | Weingarten (Baden-Württemberg) Weinheim (Baden-Württemberg) Weinsberg (Baden-Württemberg) Weinstadt (Baden-Württemberg) Weismain (Beieren) Weißenberg (Saksen) Weißenburg in Bayern (Beieren) Weißenfels (Saksen-Anhalt) Weißenhorn (Beieren) Weißensee (Thüringen) Weißenstadt (Beieren) Weißenthurm (Rijnland-Palts) Weißwasser (Saksen) Weiterstadt (Hessen) Welzheim (Baden-Württemberg) Welzow (Brandenburg) Wemding (Beieren) Wendlingen am Neckar (Baden-Württemberg) Werben (Elbe) (Saksen-Anhalt) Werdau (Saksen) Werder (Havel) (Brandenburg) Werdohl (Noordrijn-Westfalen) Werl (Noordrijn-Westfalen) Wermelskirchen (Noordrijn-Westfalen) Wernau (Neckar) (Baden-Württemberg) Werne (Noordrijn-Westfalen) Werneuchen (Brandenburg) Wernigerode (Saksen-Anhalt) Wertheim (Baden-Württemberg) Werther (Noordrijn-Westfalen) Wertingen (Beieren) Wesenberg (Mecklenburg-Voor-Pommeren) Wesel (Noordrijn-Westfalen) Wesselburen (Sleeswijk-Holstein) Wesseling (Noordrijn-Westfalen) Westerburg (Rijnland-Palts) Westerland (Sleeswijk-Holstein) Westerstede (Nedersaksen) Wetter (Ruhr) (Noordrijn-Westfalen) Wetter (Hessen) (Hessen) Wettin (Saksen-Anhalt) Wetzlar (Hessen) Widdern (Baden-Württemberg) Wiehe (Thüringen) Wiehl (Noordrijn-Westfalen) Wiesbaden (Hessen) Wiesensteig (Baden-Württemberg) Wiesloch (Baden-Württemberg) Wildberg (Baden-Württemberg) Wildemann (Nedersaksen) Wildenfels (Saksen) Wildeshausen (Nedersaksen) Wilhelmshaven (Nedersaksen) | Wilkau-Haßlau (Saksen) Willebadessen (Noordrijn-Westfalen) Willich (Noordrijn-Westfalen) Wilsdruff (Saksen) Wilster (Sleeswijk-Holstein) Wilthen (Saksen) Windischeschenbach (Beieren) Windsbach (Beieren) Winnenden (Baden-Württemberg) Winsen (Luhe) (Nedersaksen) Winterberg (Noordrijn-Westfalen) Wipperfürth (Noordrijn-Westfalen) Wirges (Rijnland-Palts) Wismar (Mecklenburg-Voor-Pommeren) Wissen (Rijnland-Palts) Witten (Noordrijn-Westfalen) Wittenberg, Lutherstadt (Saksen-Anhalt) Wittenberge (Brandenburg) Wittenburg (Mecklenburg-Voor-Pommeren) Wittichenau (Saksen) Wittlich (Rijnland-Palts) Wittingen (Nedersaksen) Wittmund (Nedersaksen) Wittstock/Dosse (Brandenburg) Witzenhausen (Hessen) Woldegk (Mecklenburg-Voor-Pommeren) Wolfach (Baden-Württemberg) Wolfenbüttel (Nedersaksen) Wolfhagen (Hessen) Wolframs-Eschenbach (Beieren) Wolfratshausen (Beieren) Wolfsburg (Nedersaksen) Wolfstein (Rijnland-Palts) Wolgast (Mecklenburg-Voor-Pommeren) Wolkenstein (Saksen) Wolmirstedt (Saksen-Anhalt) Wörlitz (Saksen-Anhalt) Worms (Rijnland-Palts) Wörth an der Donau (Beieren) Wörth am Main (Beieren) Wörth am Rhein (Rijnland-Palts) Wriezen (Brandenburg) Wülfrath (Noordrijn-Westfalen) Wunsiedel (Beieren) Wunstorf (Nedersaksen) Wuppertal (Noordrijn-Westfalen) Würselen (Noordrijn-Westfalen) Wurzbach (Thüringen) Würzburg (Beieren) Wurzen (Saksen) Wustrow (Wendland) (Nedersaksen) Wyk auf Föhr (Sleeswijk-Holstein) |

## X
|                              |  |  |
| Xanten (Noordrijn-Westfalen) |  |  |

## Z
| | | |
| Zahna (Saksen-Anhalt) Zarrentin am Schaalsee (Mecklenburg-Voor-Pommeren) Zehdenick (Brandenburg) Zeil am Main (Beieren) Zeitz (Saksen-Anhalt) Zell am Harmersbach (Baden-Württemberg) Zell im Wiesental (Baden-Württemberg) Zell (Cochem-Zell) (Rijnland-Palts) Zella-Mehlis (Thüringen) Zerbst (Saksen-Anhalt) | Zeulenroda-Triebes (Thüringen) Zeven (Nedersaksen) Ziegenrück (Thüringen) Zierenberg (Hessen) Ziesar (Brandenburg) Zirndorf (Beieren) Zittau (Saksen) Zöblitz (Saksen) Zörbig (Saksen-Anhalt) | Zossen (Brandenburg) Zschopau (Saksen) Zülpich (Noordrijn-Westfalen) Zweibrücken (Rijnland-Palts) Zwenkau (Saksen) Zwickau (Saksen) Zwiesel (Beieren) Zwingenberg (Hessen) Zwönitz (Saksen) |